# Coming from Reality
Coming from Reality (с англ. — «Возвращение из реальности») — второй и последний студийный альбом американского музыканта Сиксто Родригеса, изначально был издан на лейбле Sussex Records в 1971 году. В 1976 был переиздан в Южной Африке под новым названием — After the Fact (с англ. — «Постфактум»).
В мае 2009 года альбом был переиздан на CD лейблом Light in the Attic Records, эта версия содержит три бонус-трека, первоначально выпущенных только в Австралии. Эти песни были записаны в Детройте, ещё в 1972 году, с продюсерами первой пластинки Родригеса — Майком Теодором и Деннисом Коффи, и представляют собой, последние совместные записи этих музыкантов.

## Список композиций
1. «Climb Up on My Music» — 4:54
2. «A Most Disgusting Song» — 4:49
3. «I Think of You» — 3:25
4. «Heikki’s Suburbia Bus Tour» — 3:22
5. «Silver Words?» — 2:04
6. «Sandrevan Lullaby — Lifestyles» — 6:37
7. «To Whom It May Concern» — 3:21
8. «It Started Out So Nice» — 4:01
9. «Halfway Up the Stairs» — 2:27
10. «Cause» — 5:30
11. «Can’t Get Away» — 3:57 (бонус-трек, 2009)
12. «Street Boy» — 3:47 (бонус-трек, 2009)
13. «I’ll Slip Away» — 2:53 (бонус-трек, 2009)

## Участники записи
- Сиксто Родригес — вокал, гитара
- Крис Спеддинг — гитара
- Тони Карр — бонго
- Фил Деннис — клавишные
- Джим Хоровиц — скрипка на «Sandrevan Lullaby»
- Гэри Тэйлор — бас-гитара
- Эндрю Стилс — ударные

### Технический персонал
- Стив Роуленд — продюсер
- Джон Максвич — звукоинженер
- Альбом записан на студии Lansdowne recording studios, Лондон, Англия: в конце 1970 года, выпущен — в конце 1971.
- Фил Деннис — аранжировка (треки 3, 5, 7 и 9)
- Джимми Хоровиц — аранжировка (треки 6, 8 и 10)

## История релиза
- Coming from Reality LP (Sussex Records, 1971)
- Coming from Reality CD (Light in the Attic Records, 2009)
- Coming from Reality LP с бонус-треками (Light in the Attic Records, 2009)
- Coming from Reality LP с бонус-треками (Light in the Attic Records, 2009)

## Хит-парады
| Чарт (1979)                           | Высшая позиция |
| ------------------------------------- | -------------- |
| Australian Albums (Kent Music Report) | 24             |
| Чарт (2009)                           | Высшая позиция |
| Бельгия/Фландрия (Ultratop)           | 109            |
| Дания (Hitlisten)                     | 12             |
| Нидерланды (Album Top 100)            | 91             |
| Финляндия (Suomen virallinen lista)   | 29             |
| Франция (SNEP)                        | 135            |
| Испания (PROMUSICAE)                  | 63             |
| Швеция (Sverigetopplistan)            | 16             |
| Чарт (2013)                           | Высшая позиция |
| Australian Albums (ARIA)              | 67             |
| Чарт (2014)                           | Высшая позиция |
| Австралия (ARIA)                      | 25             |